# Heflin (Louisiane)
Pour les articles homonymes, voir Heflin.
Heflin est un village de la paroisse de Webster, dans l'État de Louisiane, aux États-Unis. En 2020, il compte une population de 213 habitants.

## Démographie
Lors du recensement de 2010, le village comptait une population de 244 habitants, tandis qu'en 2020, elle s'élève à 213 habitants.